# 모탈 컴뱃 X
《모탈 컴뱃 X》(X를 "엑스'라고 발음함")은 네더렐름 스튜디오에 의해 개발중인 격투 비디오 게임이다. 이 게임은 모탈 컴뱃 시리즈의 열번째 메인 타이틀("X"는 로마 숫자에서 10를 의미하는 것을 영어 철자로 옮겨적은 것)이다. 이 게임의 출시는 2015년 4월 14일에 플레이스테이션 4, 엑스박스 원과 마이크로소프트 윈도우로 출시되었다. 이후 하이 볼티지 스튜디오에 의해 플레이스테이션 3와 엑스박스 360로 포팅될 예정이었으나 취소되었다. 모바일 버전은 iOS와 안드로이드로 네더렐름 스튜디오의 모바일 팀에 의해 출시되었다.

## 게임 플레이
시리즈의 전작들처럼, 모탈 컴뱃 X은 두 플레이어가 서로 특수 기술, 다양한 공격, 끔찍한 페이탈리티로 대결을 한다. 전작 모탈 컴뱃 게임에서 소개된 에너지 미터는 플레이어가 X-Ray 특수 기술을 행할 수 있도록 해준다. 네더렐름 스튜디오의 전작 타이틀 인저스티스: 갓즈 어몽 어스처럼 파이터는 환경과 상호작용해 영역을 넘어서 서로 위치를 바꾸거나 환경의 일부를 무기처럼 쓸 수 있다. 그리고 각 파이터는 전투에 쓰일 고유의 기술이 있는 세 개의 바리에이션을 가지고 있다. 예를 들면 스콜피온 캐릭터는 "인술" 바리에이션으로는 양날검을 휘두르고, 지옥불 바리에이션은 여러 불에 대한 특수기술에 의지하고 불지옥 바리에이션은 전투를 도울 악마를 소환하는 기술이 있다. 브루탈리티 마무리 기술은 얼티밋 모탈 컴뱃 3에서 돌아왔다. 브루탈리티 기술은 적에게 최후의 일격을 사용할 때 발동하며, 여러 공격기술이 강화된 버전이다. 모탈 컴뱃 4에서 마지막으로 나왔던 스프린트 게이지가 이 게임으로 돌아왔다. 그리고 이 게임은 퀴탈리티라고 부르는 새로운 마무리가 있다. 퀴탈리티는 멀티플레이어 경기에서 플레이어가 나갔을 때 플레이어의 캐릭터가 즉사하는 마무리다.
게임의 모드는 "스토리", "1 vs 1 랭크" "언덕의 왕" "생존자", "네 운을 시험하라"라는 모드가 있다. 새로 추가된 리빙 타워는 모탈 컴뱃의 도전의 탑이 진화한 버전으로, 매시간마다 조건이 달라진다. 그리고 새로 추가되는 "파벌 전쟁"은 플레이어가 다섯 개의 파벌(흑룡회, 그림자 형제단, 린 쿠에이, 특수부대, 백련교)를 골라 들어가서, 다른 팩션과 온라인 크로스 플랫폼 경쟁에 참여할 수 있게 한다. 파벌에 대한 승리점수는 파벌 간 대결에서 기여할 수 있게 해주며 개인 랭크가 올라가고 주어진 주의 마지막에 플레이어의 파벌이 승리할 경우 그 파벌에 대한 마무리 기술 같은 특별 보상을 얻는다.

## 줄거리
샤오칸이 죽고 나서, 2년 후 신녹이 칸의 침공 때 죽고 콴치의 노예로 부활한 망령이 된 지구계 전사와 지옥계 군대를 데리고 지구계를 공격하였다. 쟈니 케이지, 소냐 블레이드, 켄시가 이끄는 타격대가 예전 전우와 싸운 뒤하늘 사원으로 포탈을 열었다. 그리고 푸진과 라이덴이 신녹과 지옥계 군대와 싸우고 있는 전생실로 곧장 이동했다. 전생실에서 싸우는 동안 타격대는 라이덴이 신녹의 호부를 훔치게 시간을 벌여들였고 라이덴은 신녹를 호부 안에 봉인하였다. 그러나 콴치는 탈출하였고 쟈니와 소냐는 그를 추격해 그의 거처로 가서 끝장냈다. 그리고 성공적으로 스콜피온, 서브제로, 잭스를 인간으로 되돌리고 콴치는 또다시 탈출하였다.
20년후, 쟈니는 자신과 소냐의 딸인 캐시 케이지와 잭스의 딸인 잭키와 켄시의 아들인 타케다 타카하시와 쿵 라오의 사촌 쿵 진을 멤버로 팀을 결성시킨다. 팀은 서브제로의 시험을 거친 뒤, 신녹의 호부를 얻은 외세계 제국의 전 여황제 밀레나와 현황제 코탈 칸 간의 내전을 해결하고 호부를 탈취하기 위해 외세계로 파견되었다. 캐시의 팀은 밀레나의 처형을 돕고 신녹의 호부도 탈취하였으나 칸이 배신해 외세계의 손으로 떨어지게 되었다. 그러나 칸의 오른팔인 드보라는 콴치의 이중첩자였고, 호부를 탈취하고 캐시의 팀에게 배신하였다고 오해하게 하였다.

## 캐릭터
신규 참전한 캐릭터는 굵게 표시한다.
| 캐릭터 이름       | 캐릭터 베리에이션            | 캐릭터 베리에이션           | 캐릭터 베리에이션            |
| ----------------- | ---------------------------- | --------------------------- | ---------------------------- |
| 캐시 케이지       | 스펙 옵스(Spec-Ops)          | 할리우드(Hollywood)         | 격투가(Brawler)              |
| 드보라            | 종족 어미(Brood Mother)      | 곤충 여왕(Swarm Queen)      | 독술사(Venomous)             |
| 얼맥              | 환술사(Spectral)             | 신비술사(Mystic)            | 영혼의 거장(Master of Souls) |
| 에론 블랙         | 사격수(Marksman)             | 총잡이(Gunslinger)          | 무법자(Outlaw)               |
| 페라/토르         | 무자비함(Ruthless)           | 포악자(Vicious)             | 하인(Lackey)                 |
| 고로1             | 티그라르 분노(Tigrar Fury)   | 쿠아탄 전사(Kuatan Warrior) | 용의 송곳니(Dragon Fangs)    |
| 잭키 브릭스       | 완전 자동화(Full Auto)       | 첨단기술(High Tech)         | 산탄총(Shotgun)              |
| 잭스 브릭스       | 근육질(Pumped Up)            | 중화기(Heavy Weapon)        | 레슬러(Wrestler)             |
| 쟈니 케이지       | 일류(A-List)                 | 주먹싸움(Fisticuffs)        | 대역 스턴트맨(Stunt Double)  |
| 케이노            | 특공대(Commando)             | 살인자(Cutthroat)           | 사이버네틱(Cybernetic)       |
| 켄시              | 빙의(Possessed)              | 밸런스(Balance)             | 검술(Kenjutsu)               |
| 키타나            | 애도자(Mournful)             | 친위 폭풍(Royal Storm)      | 암살자(Assassin)             |
| 코탈 칸           | 태양의 신(Sun God)           | 피의 신(Blood God)          | 전쟁의 신(War God)           |
| 쿵 진             | 조상(Ancestral)              | 봉술(Botjustu)              | 소림(Shaolin)                |
| 쿵 라오           | 재주꾼(Hat Trick)            | 폭풍우(Tempest)             | 원반 톱(Buzz Saw)            |
| 리우 캉           | 불주먹(Flame Fist)           | 용의 불길(Dragon's Fire)    | 이원자(Dualist)              |
| 밀레나            | 공기화(Ethereal)             | 관통자(Piercing)            | 탐욕자(Ravenous)             |
| 콴치              | 소환사(Summoner)             | 마법사(Sorcerer)            | 흑마법사(Warlock)            |
| 라이덴            | 폭풍의 주인(Master of Storm) | 천둥신(Thunder God)         | 배제자(Displacer)            |
| 렙타일            | 유독(Noxious)                | 기만(Deceptive)             | 민첩(Nimble)                 |
| 스콜피온          | 불지옥(Inferno)              | 인술(Ninjutsu)              | 지옥불(Hellfire)             |
| 신녹              | 기만자(Imposter)             | 골법사(Bone Shaper)         | 강령술사(Necromancer)        |
| 소냐 블레이드     | 특수 부대(Special Forces)    | 파괴 공작(Demolition)       | 비밀 작전(Covert Ops)        |
| 서브제로          | 단장(Grandmaster)            | 크라이오맨서(Cyromancer)    | 언브레이커블(Unbreakable)    |
| 타케다 타케하시   | 시라이 류(Shirai Ryu)        | 채찍사(Lasher)              | 낭인(Ronin)                  |
| 타냐2             | 미정                         | 미정                        | 미정                         |
| 트레머2           | 미정                         | 미정                        | 미정                         |
| 제이슨 부히스2, 3 | 살인마(Slasher)              | 불가항력(Unstoppable)       | 혹독함(Relentless)           |
| 프레데터2, 3      | 미정                         | 미정                        | 미정                         |

1. 예약구매자에게만 사용가능한 캐릭터
2. 컴뱃 팩를 구매한 사람만 사용가능한 캐릭터
3. 게스트 캐릭터

스콜피온이나 서브제로같이 의무적으로 나오는 캐릭터와 함께, 새로운 파이터가 로스터에 추가되었다. 드보라는 곤충인간으로 곤충을 컨트롤 하는 여성이다. 페라/토르는 방어구를 두르는 여성과 가면을 쓴 거대한 짐승이 짝을 이뤘다. 코탈칸은 시리즈 제작자 에드 분에 의해 창조된 캐릭터로 아즈텍 피의 신을 모티브로 한 외세계 제국의 새로운 황제이다. 게임의 스토리 모드에서 25년 후를 다룰 때 게임에서 확정된 몇몇 캐릭터의 자식이 등장한다. 캐시 케이지는 쟈니 케이지와 소냐 블레이드의 딸이고 타케다 타케하시는 켄시의 아들이며 재키 브릭스는 잭스의 딸이다. 또 시리즈의 신 캐릭터인 쿵 진은 쿵 라오의 사촌으로 궁수이다. 에론 블랙은 서부극의 총잡이 스타일 캐릭터이다. 이 게임의 마지막 보스는 공개되지 않았으나 에드 분에 의하면 누구도 예상하지 못했던 구 캐릭터라고 한다.
3월 13일, 13일의 금요일의 제이슨 부히스가 첫번째 다운로드 보너스 컨텐츠의 이름인 "컴뱃 팩"의 캐릭터로 공개되었다. 1주 후, 프레데터 시리즈의 프레데터가 또다른 DLC 게스트 캐릭터로 엑스박스 게임스 스토어에서 실수로 유출되었다. 후에 모탈 컴뱃: 스폐셜 포시스의 트레머와 모탈 컴뱃 4의 타냐가 마지막 컴뱃 팩의 캐릭터다. 컴뱃 팩에서 리우 캉이 클래식 스킨으로 등장시킬 수 있음이 확정되었다. 고로는 예약구매를 안하더라도 나중에 플레이할 수 있으나, 추가 요금을 지불해야 한다.

## 출시
모탈 컴뱃 X는 플레이스테이션 4, PC, 엑스박스 원으로 2015년 4월 14일에 발매되었다. 엑스박스 360이나 플레이스테이션 3로의 포팅의 2015년 중간에 포팅될 예정이었으나, 취소되었다. 두 명의 클래식 모탈 컴뱃 캐릭터와 두 명의 게스트 캐릭터, 캐릭터 스킨을 개별적인 다운로드 가능 콘텐츠이나 컴뱃 팩(Kombat Pack)으로 나왔다. 게임의 시즌 패스인 컴뱃 팩(Kombat Pack)은 컨텐츠의 얼리 액세스 기능을 제공하였다. 게임의 컬렉터 에디션(Kollector Edition)은 스콜피온의 피규어와 시즌 패스가 제공되었다.

### 다른 미디어
DC 코믹스는 게임에 기반한 만화책을 2015년 1월 6일부터 출판하기 시작하였다. 공식 텔레비전 광고와 출시 광고는 시스템 오브 어 다운 멤버 샤보 오다지안이 감독하였고 밴드의 2001년 곡인 "Chop Suey!"을 사용하였다

## 평가
| 통합 점수      | 통합 점수                              |
| 통합사         | 점수                                   |
| -------------- | -------------------------------------- |
| 메타크리틱     | (XONE) 86/100 (PS4) 83/100 (PC) 76/100 |
| 평론 점수      |                                        |
| 평론사         | 점수                                   |
| 디스트럭토이드 | 8/10                                   |
| EGM            | 7.5/10                                 |
| 게임 인포머    | 9.25/10                                |
| 게임 레볼루션  | [ 48 ]                                 |
| 게임스팟       | 8/10                                   |
| 게임스레이더+  | [ 50 ]                                 |
| 게임트레일러스 | 8.4/10                                 |
| 자이언트 밤    | [ 52 ]                                 |
| IGN            | 8.4/10                                 |
| PC 게이머 (US) | 69/100                                 |
| 폴리곤         | 8.5/10                                 |
| VideoGamer.com | 8/10                                   |
| VentureBeat    | 65/100                                 |

| 수상                                   | 수상                      |
| 평론사                                 | 수상                      |
| -------------------------------------- | ------------------------- |
| The Game Awards 2015                   | Best Fighting Game        |
| Game Informer                          | Best Fighting Game        |
| IGN                                    | Best Fighting Game        |
| Academy of Interactive Arts & Sciences | Fighting Game of the Year |